# Temwen
Temwen är en ö i Mikronesiska federationen.   Den ligger i kommunen Madolenihm Municipality och delstaten Pohnpei, i den östra delen av landet, 20 km öster om huvudstaden Palikir.